# Eugene Charniak
Eugene Charniak (* 2. Juni 1946 in Chicago; † 13. Juni 2023) war ein US-amerikanischer Informatiker und Experte für Künstliche Intelligenz.
Charniak studierte an der University of Chicago mit dem Bachelor-Abschluss 1967 und am Massachusetts Institute of Technology mit dem Master-Abschluss 1968 und der Promotion in Informatik 1972 bei Marvin Minsky (Towards a Model of Children´s Story Comprehension). 1972/73 war er am AI Lab des MIT und danach bis 1977 am Institute of Semantic Studies des MIT. 1977/78 war er Gastprofessor an der Yale University. 1978 wurde er Assistant Professor und 1984 Professor für Informatik an der Brown University, deren Informatik-Fakultät er 1991 bis 1997 vorstand. Ab 2006 hatte er eine Stiftungsprofessur inne. 2022 ging er in den Ruhestand.
Charniak befasste sich mit Computer-Methoden des Verständnisses natürlicher Sprache und statistischen Methoden des Lernens und Verstehens von Sprache.
1977 bis 1984 war er Herausgeber von Cognitive Science. Er war Fellow der American Association for Artificial Intelligence.

## Schriften
- mit Yorick Wills: Computational Semantics, North Holland 1976
- mit Chris Riesbeck, Drew McDermott, James Meehan: Artificial Intelligence Programming, Lawrence Erlbaum Associates 1980, 2. Auflage 1987
- mit Drew McDermott: Introduction to Artificial Intelligence, Addison-Wesley 1985
- Statistical Language Learning, MIT Press 1993